# Kastell Wimpfen im Tal
Das Kastell Wimpfen im Tal war ein römisches Militärlager, dessen Besatzung für Sicherungs- und Überwachungsaufgaben an der Neckarlinie des Neckar-Odenwald-Limes zuständig war. Seine baulichen Überreste wurden im westlichen Teil des heutigen Ortes Wimpfen im Tal entdeckt, einem Stadtteil der Kurstadt Bad Wimpfen im baden-württembergischen Landkreis Heilbronn. Die von etwa 90 n. Chr. bis spätestens 159 n. Chr. belegte Garnison besaß ein Lagerdorf (Vicus), das bis zum Limesfall um 259/260 n. Chr. bestand.

## Lage und Forschungsgeschichte
Der Bereich des heutigen Ortes Wimpfen im Tal war in römischer Zeit durchaus von einer gewissen strategischen Bedeutung. Dort wo die Jagst in den Neckar mündet kreuzten sich damals zwei Fernstraßen. Die eine führte vom Rhein kommend weiter ostwärts nach Germanien hinein, die zweite verlief in annähernder Nord-Süd-Richtung parallel zum Neckar.
Erste systematische Ausgrabungen führte die Reichs-Limeskommission zwischen 1894 und 1898 durch. Seitdem fanden bis in unsere Zeit immer wieder archäologische Untersuchungen im Bereich des an römischen Funden und Befunden reichen Bad Wimpfen statt, oft als Notgrabungen im Zusammenhang mit städte- oder straßenbaulichen Maßnahmen. So konnten 1957 Reste einer römischen Neckarbrücke und in den 1980er Jahren ein Kultbezirk im Bereich des Vicus lokalisiert werden.

## Kastell

Die Lage des Kastells südlich des Odenwaldlimes

Lageplan
(Grabungen 1894–1898)

Architektonische Details
(Grabungen 1894–1898)

Funde
(Grabungen 1894–1898)

Das Kohortenkastell Wimpfen im Tal liegt im Bereich des westlichen Ortskerns direkt am Neckar, unmittelbar gegenüber der Jagstmündung. Die Größe des Kastells konnte nicht mehr präzise ermittelt werden, nur die Länge der West-Ost-Ausdehnung steht mit 160 bis 170 m halbwegs zuverlässig fest. Auf der Grundlage von Vergleichen mit bauähnlichen Lagern muss von einer Kastellgröße zwischen 2,6 und 3 Hektar ausgegangen werden. Die ehemalige Nordmauer befindet sich unmittelbar unter der spätmittelalterlichen Stadtmauer. Das Kastell war von einem etwa zehn Meter breiten und drei Meter tiefen Graben umgeben. Von der Innenbebauung ist kaum etwas bekannt.
Das Auxiliartruppen-Kastell Wimpfen im Tal entstand in domitianischer Zeit, wohl gegen das Jahr 90 unserer Zeitrechnung. Vereinzelte Funde lassen auch die Vermutung zu, dass das Lager möglicherweise schon um etwa 85 gegründet worden sein könnte. Das Kastell Wimpfen im Tal wurde in der Anfangsphase von der Cohors II Hispanorum equitata („2. Teilberittene Spanierkohorte“) belegt. Nach deren Verlegung ins Kastell Stockstadt (ORL 33) folgte vielleicht die möglicherweise teilberittene Cohors I Germanorum. Diese Einheit ist dann allerdings erst mit der Verschiebung des Limes um 159 im neuen Kastell Jagsthausen (ORL 41) eindeutig belegt. Über eine dritte, durch Funde nachgewiesene Cohors Br(ittonum) („Brittonische Kohorte“) ist nichts Weiteres bekannt.
Insgesamt ist das Kastellareal durch Überlagerung mit jüngeren römischen und nachrömischen Befunden stark gestört. Das Kastell liegt heute vollständig unter dem mittelalterlichen Ortskern, so dass von ihm nichts mehr sichtbar ist.

## Truppen
Vor ihrer möglichen Stationierung in Bad Wimpfen lässt sich die Cohors I Germanorum in der römischen Provinz Moesia inferior (Niedermösien) im Kastell Capidava auf heute rumänischen Boden nachweisen. Bekannt wurde ihr dortiger Kommandant, Marcus Sulpicius Felix, der später als Präfekt der Ala II Syrorum von der mauretanischen Stadt Sala 144 ein Ehrenmonument erhielt, da er unter anderem die Mauern der Stadt verstärkt hatte.
Im Jahr 1968 wurde von dem Zahnarzt Hans-Heinz Hartmann das Fragment eines gestempelten Militärziegels gefunden, der in der Schuttverfüllung eines römischen Kellers im Vicus des Kastell Wimpfen lag. Das Stück gehörte möglicherweise zu einem zweifüßigen Suspensura-Deckziegel und wies noch einen Teil der Stempelinschrift auf: CHO BR…, wobei die Lesung des Buchstaben „B“ schwierig, aber für den Archäologen Dietwulf Baatz (1928–2021) doch einleuchtend war, wobei er auch ein „P“ nicht ausschloss. Baatz las C(o)ho(rtis) und konnte sich vorstellen, in der Abkürzung die Namen Cohors Breucorum, Cohors Brittonum oder Cohors Britannorum zu lesen. Wäre das „B“ jedoch als „P“ zu lesen, konnte er sich vorstellen den Text als C(o)ho(rtis) pr(imae) … zu lesen, was auf die Cohors I Germanorum hindeuten könnte.
Ob die Cohors I Germanorum eine teilberittene Einheit war, gilt als nicht gesichert, jedoch existieren starke Anhaltspunkte für diese These.

## Vicus
siehe Hauptartikel: Vicus von Bad Wimpfen
Durch die überaus verkehrsgünstige Lage des Kastells entwickelte sich der dazugehörende Vicus zu überdurchschnittlicher Größe und Bedeutung als Hauptort der Civitas Alisinensium. Über den antiken Namen der Siedlung ist jedoch nichts bekannt. Der längsovale Vicus erstreckte sich über eine Fläche von rund 760 mal 330 Metern und war damit dreimal so groß wie das mittelalterliche Wimpfen. Er war von einer Mauer mit Türmen und einem Graben umwehrt.
Bemerkenswert ist im durch Funde und Befunde ohnehin beeindruckenden Vicus ein Kultbezirk, der bei den Grabungen des Landesdenkmalamtes Baden-Württemberg in den 1980er Jahren erforscht werden konnte. Hierbei wurden über 60 Fragmente von sandsteinernen Götterskulpturen geborgen, die unter anderem Jupiter, Minerva, Merkur, Fortuna, Victoria und Mithras darstellen.
Die späteste Fundmünze aus dem Vicusareal datiert auf das Jahr 257. Da keine Brandschichten nachgewiesen werden konnten, kann wohl von einem relativ friedlichen Ende des Vicus ausgegangen werden. Die bis heute in großen Teilen erhaltene mittelalterliche Ummauerung von Wimpfen im Tal, das bis ins 20. Jahrhundert nicht die Größe des römischen Vicus erreichte, folgt im Norden noch einem Teilstück der römischen Ummauerung.
Innerhalb der Grenzen der römischen Besiedlung stehen heute unter anderem die Cornelienkirche und die Stiftskirche St. Peter. Die Cornelienkirche beim Osttor der Römersiedlung hat ihren Namen von der ab 1300 in der Chronik des Dekans Burkard von Hall verbreiteten Behauptung, der Name der römischen Siedlung sei Cornelia gewesen. Beide Kirchen sind an Orten errichtet worden, wo zuvor möglicherweise römische Tempelbauten standen.

## Fundverbleib
Die römische Geschichte von Bad Wimpfen sowie Funde werden im Museum im Steinhaus präsentiert.

## Denkmalschutz
Das Bodendenkmal „Kastell Wimpfen im Tal“ ist geschützt als eingetragenes Kulturdenkmal im Sinne des Denkmalschutzgesetzes des Landes Baden-Württemberg (DSchG). Nachforschungen und gezieltes Sammeln von Funden sind genehmigungspflichtig, Zufallsfunde an die Denkmalbehörden zu melden.